# S&P グローバル
S&P グローバル（英: S&P Global Inc.）は、アメリカ合衆国・ニューヨーク市に本拠を置く金融サービス企業。S&P グローバル・レーティングやS&P ダウ・ジョーンズ・インデックスなど、4つの事業体の親会社にあたる。旧社名はマグロウヒルファイナンシャル。ニューヨーク証券取引所上場企業（NYSE: SPGI）。

## 沿革
S&P グローバルは金融サービス企業であるが、旧社名のマグロウヒルは出版社であり、金融サービス業との関係は、スタンダード&プアーズの買収以降となる。
マグロウヒルの共同設立者の一人、ジェームス・マグロウ（James H. McGraw）はニューヨーク州の教師であったが、1888年にAmerican Journal of Railway Appliancesを買収、その後も出版社の買収を続け、1899年にThe McGraw Publishing Companyを設立した。もう一人の設立者、ジョン・ヒル（John A. Hill）は編集者として働いており、1902年に自らの出版社The Hill Publishing Companyを設立した。1909年に両者はそれぞれの会社の書籍部門を併合させ、共同して経営にあたった。1917年には両社が完全統合し、The McGraw-Hill Publishing Companyが誕生した。
スタンダード&プアーズは、1906年にルーサー・リー・ブレイクが設立したスタンダード統計（Standard Statistics Bureau）と、1860年にヘンリー・ヴァーナム・プアーが創業したプアー出版（H.V. and H.W. Poor Co.）が、1941年に合併して発足した。
1966年、マグロウヒルはスタンダード&プアーズを買収し、以降、出版社が金融サービス業を子会社の事業として抱える形態が続いた。
1995年には社名をThe McGraw-Hill Companiesに変更している。
2009年12月にブルームバーグにビジネスウィーク誌を売却した。マグロウヒルは書籍を多数出版していたが、2012年11月26日に、マグロウヒルの教育部門は大手プライベート・エクイティ・ファンドのアポロ・グローバル・マネジメントに売却され、マグロウヒル・エデュケーションとなった 。
2013年5月1日に、マグロウヒルはマグロウヒル・ファイナンシャルに社名変更、2016年4月、子会社のJDパワーを売却。会社名を「S&P グローバル」と変更したのがこのタイミングである 。

## 主な事業
- S&P グローバル・レーティング - 信用リスク分析（格付け）を中心とした金融サービス。日本法人は「スタンダード＆プアーズ・レーティング・ジャパン株式会社」。
- S&P グローバル・マーケット・インテリジェンス - 財務データや分析ツールの提供を行う金融サービス。
- S&P ダウ・ジョーンズ・インデックス - 株価指数などの各種インデックス算出企業。
- S&P グローバル・プラッツ - ロンドンに本拠を置く金融サービス。商品（コモディティ）市況の提供を行っている。